# 239 (число)
239 (Дві́сті три́дцять де́в'ять) — натуральне число між 238 та 240.
- 239 день в році — 27 серпня (у високосний рік 26 серпня).

## У математиці
- 52-е просте число, просте число-близнюк.
- щасливе число

## В інших галузях
- 239 рік, 239 до н. е.
- В Юнікоді 00EF16 — код для символу «i» (Latin Small Letter I With Diaeresis).
- NGC 239 — галактика в сузір'ї Кит.
- 239 Адрастея — астероїд, що був відкритий Йоганном Палізою 18 серпня 1884 року.
- Плутоній-239 — ізотоп плутонію.